# Alara cerva
Alara cerva är en insektsart som beskrevs av Bernhard Zelazny 1981. Alara cerva ingår i släktet Alara och familjen Derbidae. Inga underarter finns listade i Catalogue of Life.